# Tirant lo Blanc (obra de teatre)
|  | Per a altres significats, vegeu «Tirant lo Blanc (desambiguació)». |

Tirant lo Blanc es una adaptació teatral del clàssic de la literatura catalana Tirant lo Blanc, novel·la del valencià Joanot Martorell (segle xv).

## Adaptació de Maria Aurèlia Capmany (1971 i 1976)
L'obra va ser adaptada originalment per l'escriptora Maria Aurèlia Capmany pels volts de 1968 i presentada per alumnes de l'Escola Adrià Gual, dirigits per Josep Maria Segarra, a les sessions de teatre organitzades per la revista Cavall Fort. El 1971 en va fer una nova versió, estrenada al Teatre Principal de València l'abril d'aquest mateix any per la companyia alcoiana «La Cassola» a l'ocasió del Primer Congrés d'Història del País Valencià.
El 1976 se'n va realitzar la versió definitiva, un encàrrec de La Caixa dirigit per Josep Anton Codina i Olivé amb joves estudiants de l'Institut del Teatre. Codina afirma que «El test narratiu i difícil del Tirant esdevé llenguatge teatral cent per cent i l'esperit de joia i humanisme de l'obra impregna totes les escenes».
El material reunit per a la versió de 1976 va servir per a la versió cinematogràfica de 2006. També va servir per l'adaptació a novel·la gràfica del Tirant amb dibuixos de Jaume Marzal, publicada el 1982 en quatre volums i reeditada per l'editorial Bruguera el 2019.

## Adaptació de Paula Llorens (2019)
El 2019 l'escriptora Paula Llorens en va fer una nova adaptació que va rebre el premi a la millor versió dels Premis de les Arts Escèniques de la Generalitat Valenciana, i que va ser estrenada al Teatre Rialto de València per Eva Zapico. En aquesta versió converteix en protagonista i motor de l'obra Carmesina i la resta de personatges femenins, «sempre oblidats o relegats a segon terme per la
història, però no per Joanot Martorell, qui construeix uns personatges femenins enormement rics: Estefania, Plaerdemavida, la Viuda Reposada…», tot i respectar la llengua del segle xv que segons Llorens, «té una sonoritat meravellosa i volíem que els espectadors poguessin gaudir la música que neix de les paraules i construccions antigues que no estam acostumats a sentir».